# جوناتان الساندرو
جوناتان الساندرو (انگلیسی: Jonatan Alessandro؛ زادهٔ ۵ ژانویهٔ ۱۹۸۷) بازیکن فوتبال اهل آرژانتین است.
از باشگاه‌هایی که در آن بازی کرده‌است می‌توان به باشگاه فوتبال ترنانا و باشگاه فوتبال کوزنتسا کالچو اشاره کرد.